# Louis Ollevier
Louis Emmanuel Félicien Ollevier (Veurne, 26 maart 1816 - 18 juni 1889) was een Belgische liberale politicus en burgemeester van de stad Veurne.

## Levensloop
Ollevier was de zoon van Louis-Auguste Ollevier en Caroline De Smedt. Hij trouwde in 1852 met Georgine Van Woumen (Diksmuide, 1830 - Veurne, 1909), dochter van senator Charles Van Woumen.
Hij werd een van de leiders van de liberale partij in Veurne. In 1860 werd hij liberaal gemeenteraadslid en schepen van Veurne, in opvolging van zijn overleden broer Auguste Ollevier. Van einde 1881 tot 31 december 1884 was hij burgemeester. Hij werd bijgestaan door de 'sterke man' van de liberalen in Veurne, schepen en ingenieur Adolphe De Hoon.
Als kind had hij de ceremonie meegemaakt, waarbij zijn vader de nieuwe Belgische koning in zijn woning ontving.
Ollevier was grondeigenaar en agent van de Nationale Bank in Veurne. In 1866 had hij een project om een Zeelaan te bouwen loodrecht op het strand om zodoende zijn terreinen te valoriseren door het aankomende toerisme. Het project ging niet door omdat de kostprijs om de Kykhillduinen af te graven te hoog was. Pas in 1892 kwam zijn zoon Pedro Ollevier (1853 - 1929) op het idee om de duinen te omzeilen en de Zeelaan aan te leggen achter de paraboolduinen, zoals inderdaad werd uitgevoerd.